# 三星Galaxy Z Fold 3

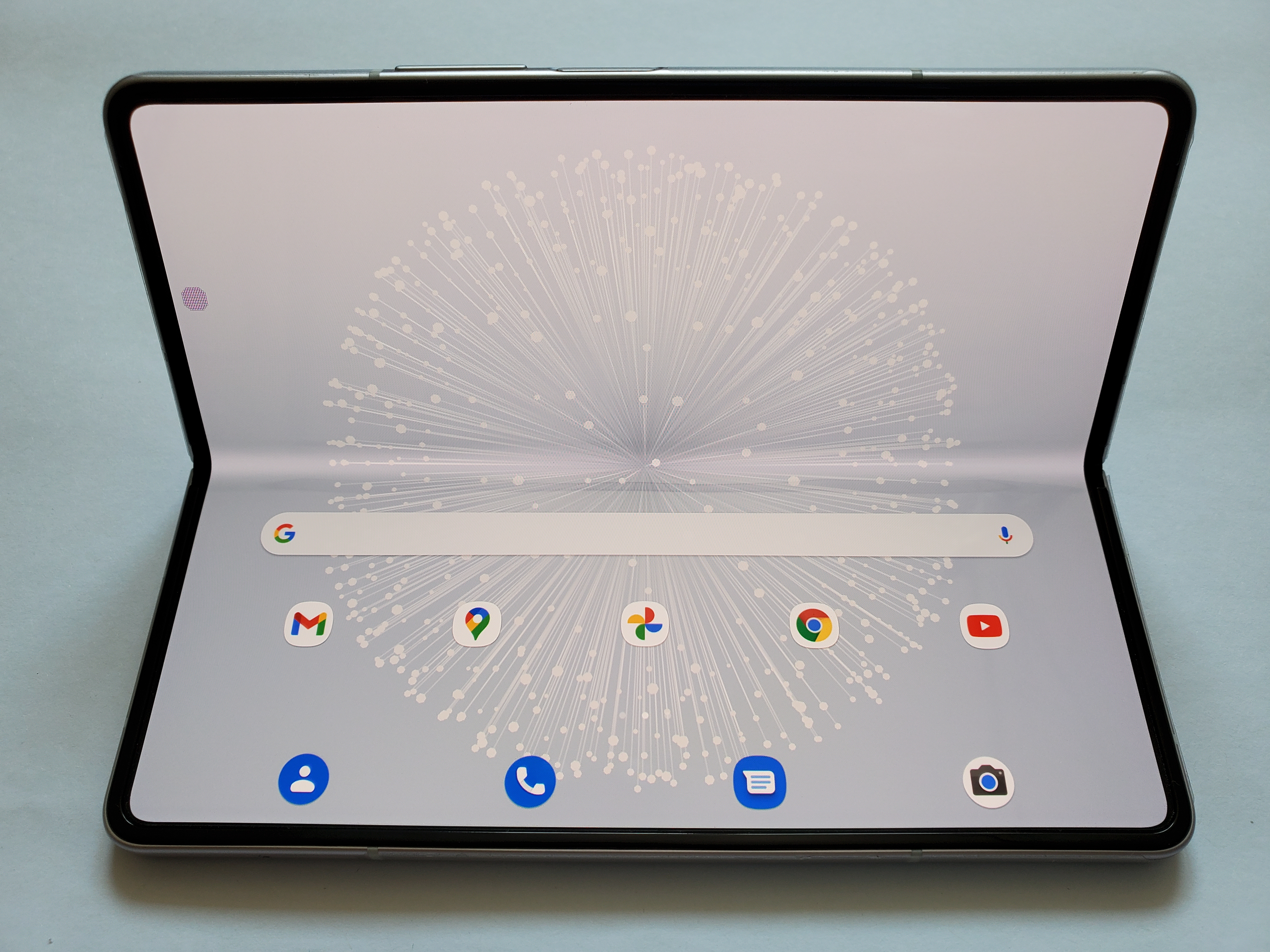
三星Galaxy Z Fold 3 正面

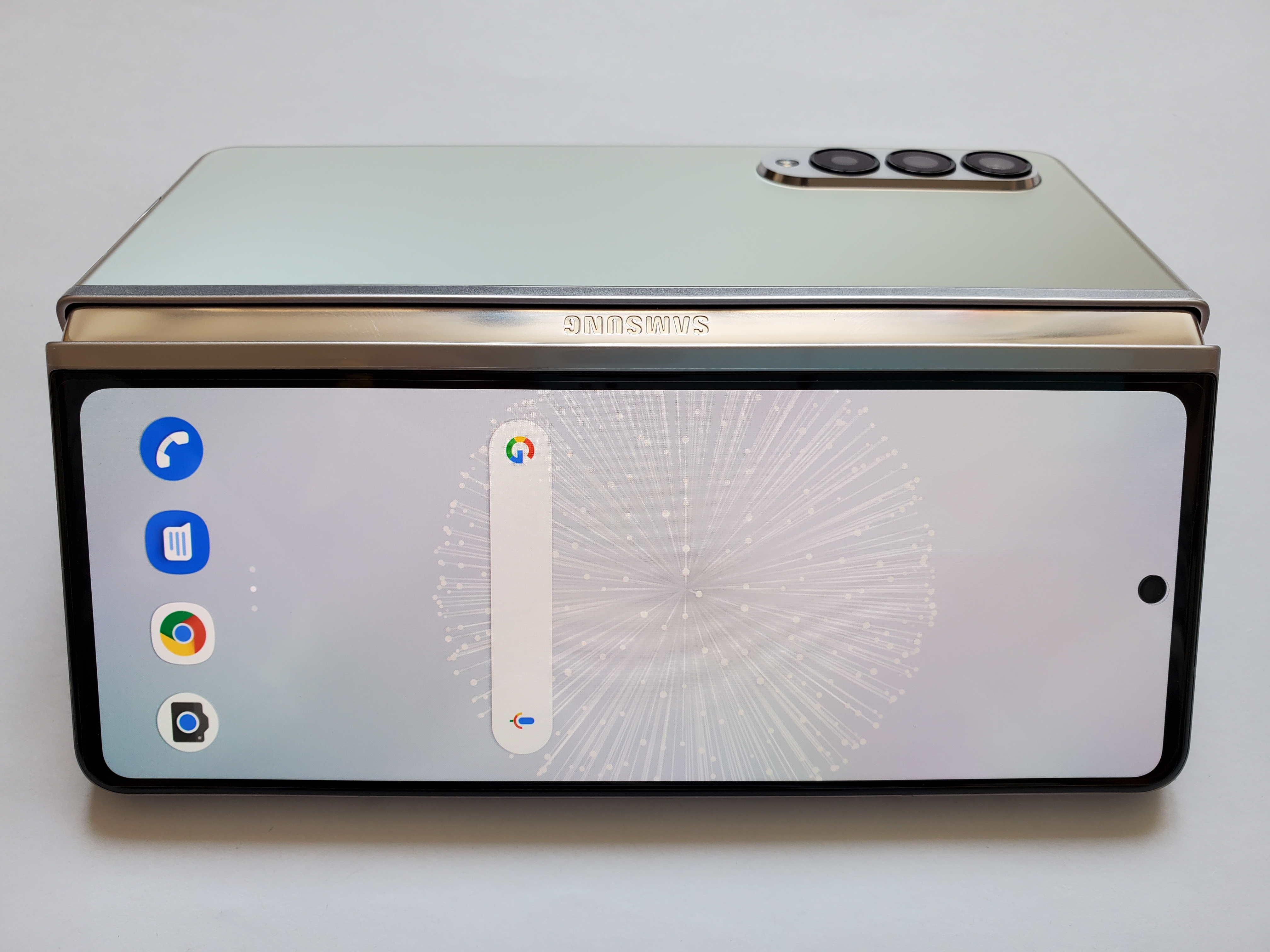
三星Galaxy Z Fold 3 背面

三星Galaxy Z Fold 3（英語：Samsung Galaxy Z Fold 3）是一款由三星電子設計、生產、銷售和制造的可摺疊式智能手機，屬該公司Galaxy Z系列的一部分。該產品為Galaxy Z Fold 2的繼承產品，於2021年8月11日在三星的Galaxy Unpacked活動中亮相。
該產品為首部得到IP認證的可摺疊式智能手機，意味著裝置具備防水防塵功能。

## 歷史
早於2020年11月，網絡上有傳三星電子申請一種新專利，當中可看到該公司有意開發一種具備三摺式設計，並配備機側滑動鍵盤的智能手机，令外界猜測會否為Galaxy Z Fold 2的後繼產品，並流傳一組疑似是該產品的概念圖。與此同時，有南韓傳媒報道指出，該產品或會支援S Pen及採用屏下鏡頭技術，而前者亦有用於Galaxy Note系列上，預計於翌年年中發佈。翌月，有研究公司指出，該公司正研發三種有機發光二極體（OLED）面板，當中該產品採用雙屏幕設計，大小分別為7吋和4吋，亦指會推出一款名為「Galaxy Z Fold Lite」的產品。
2021年4月，有網站透露，該產品採用由SDC提供的顯示屏，當中主屏幕為7.7吋，副屏幕則為5.4吋，並採用雙摺式設計，同時指出相關零件亦已開始生產；同月，有傳媒報道指出，該產品與Galaxy Z Flip 2（即後來的Galaxy Z Flip 3）同樣支援防塵防水，並推測會於同年7月推出。
同年5月，有爆料者指出，該機的重量會較Galaxy Z Fold系列的前代產品為輕；同時，有關該產品與Galaxy Z Flip 3的產品圖於網絡上曝光，當中顯示該產品採用屏下鏡頭技術，並支援S Pen。
同年7月，三星電子宣佈於8月11日舉行發佈會，而預告圖片的設計令外界猜測廠方將會發佈包括該產品在內的兩款可摺叠式智能手機；同時，有關該產品的售價亦於網絡上流傳，亦有消息指出該產品支援IPX8等級的防塵防水功能，並透露該產品的詳細規格。
翌月26日，廠方於香港舉行發佈會，並邀請男子跳唱組合MIRROR作為代言人，並於同日於香港進行預售；而此前在網絡上亦有流傳載有相關消息的採訪邀請。

## 設計

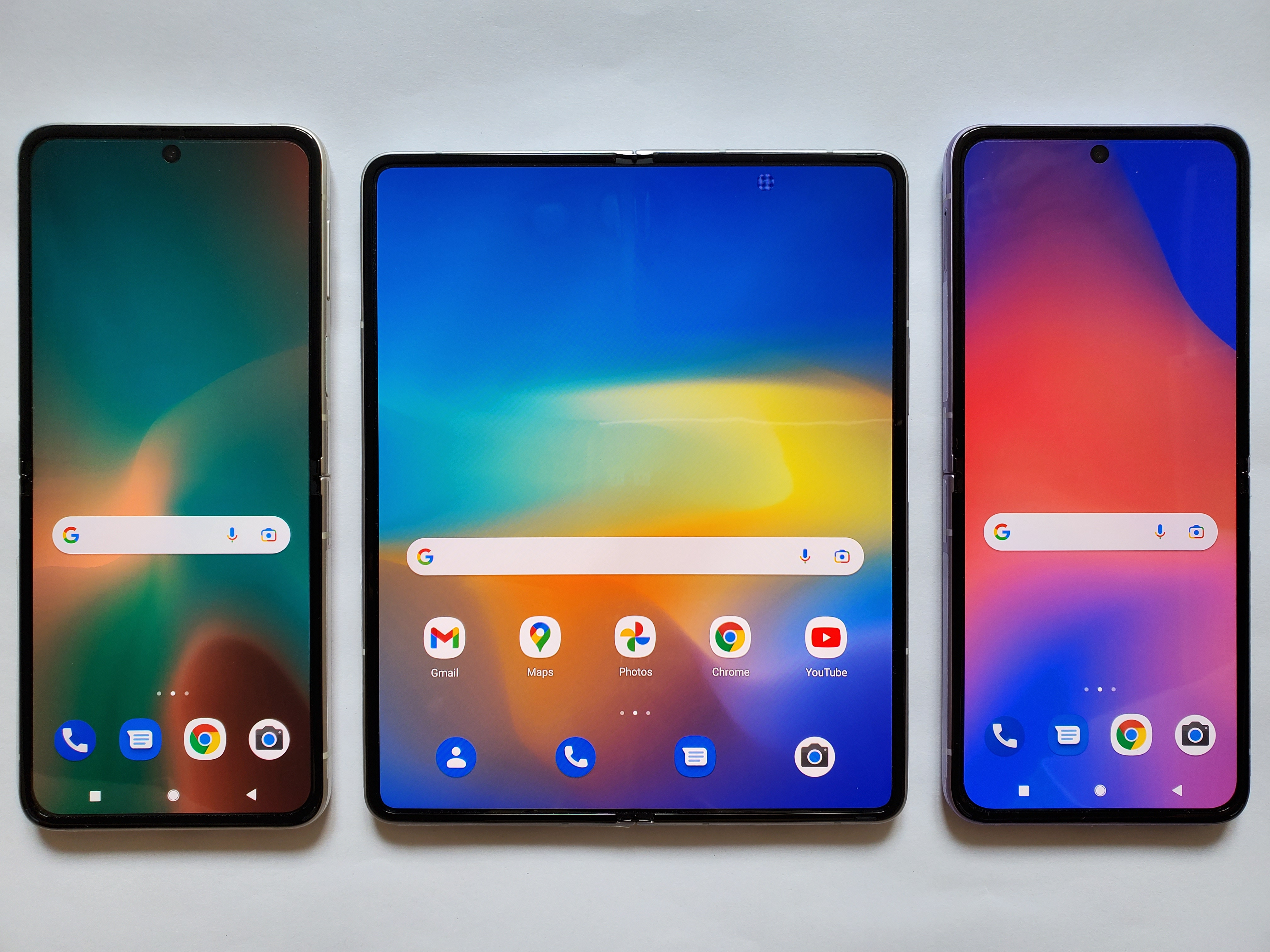
Samsung Galaxy Z Fold3 & Z Flip3

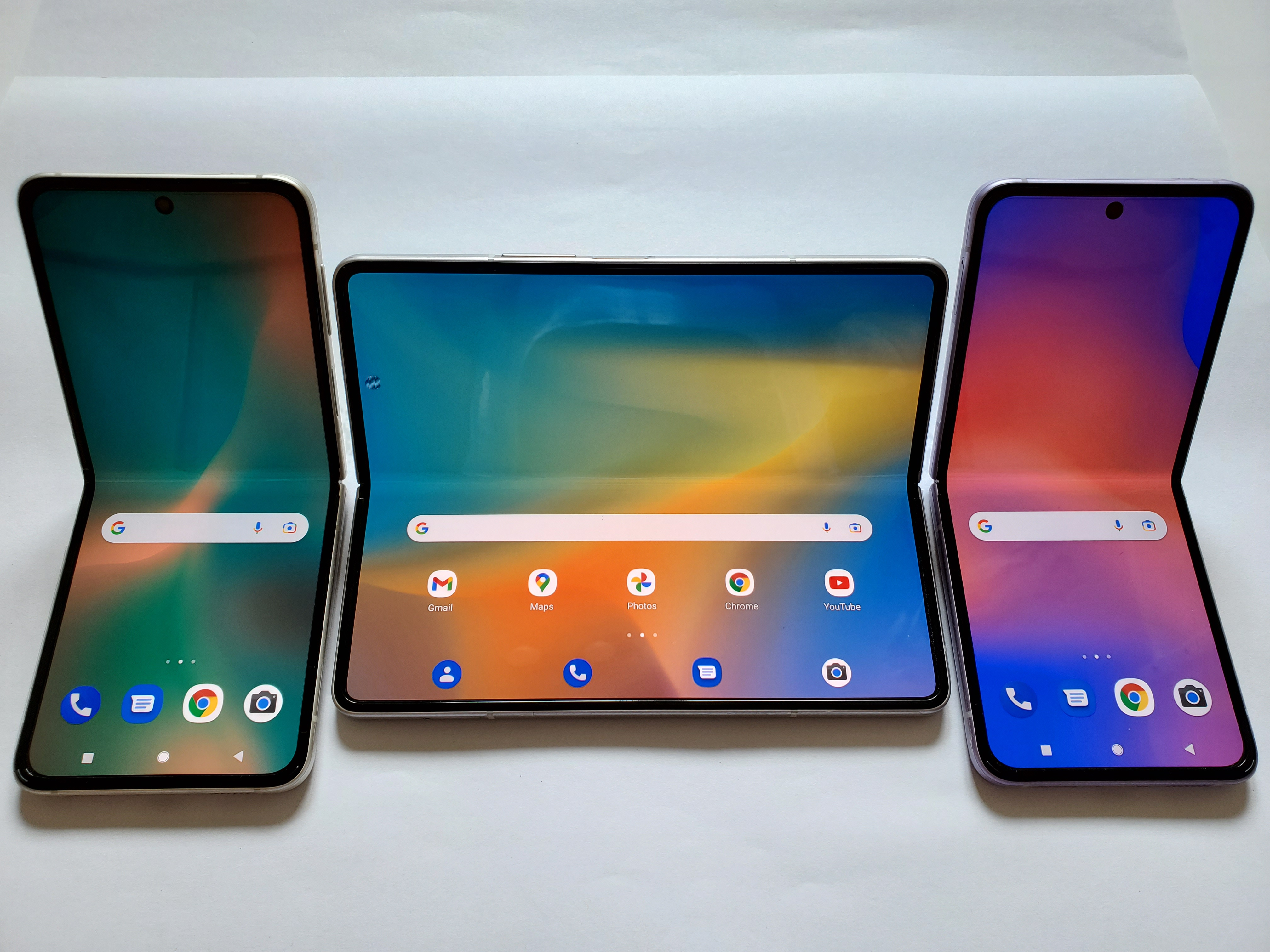
Samsung Galaxy Z Fold3 & Z Flip3

該產品採用Armor Aluminum製造，官方指出該物料的耐用性比上代提升10%，亦令整體機身輕約10克（0.35盎司）；而機身外側則採用由康寧公司出品的Gorilla Glass Victus強化玻璃，以提升其防刮能力，官方聲稱此舉可令玻璃的耐用性提高八成。該產品亦加入基於IPX8規格的抗水防塵功能，意味著能夠於水深1.5（4.9英尺）浸沒30分鐘，並備有三種機身顏色選項：冷杉綠、幻影黑、鈦灰銀。此外，廠方亦有與美國時裝品牌Thom Browne合作，推出此型號及Galaxy Z Flip 3的限量版產品，其在設計上亦融合了有關品牌的特色。
在產品包裝上，廠方未有在盒內附贈變壓充電器，與iPhone 12系列與Galaxy S21系列看齊。

## 系統規格

Samsung Galaxy Z Fold3 5G

Galaxy Z Fold 3採用高通驍龍888芯片，並搭載兩塊支援120 Hz屏幕刷新率、分別為7.6吋及6.2吋的「Dynamic AMOLED 2X」顯示屏。當中主屏幕採用可摺叠式設計，支援HDR10+顯示，並首度採用屏下鏡頭設計；廠方亦在該產品的屏幕採用一種名為「Eco²OLED」的顯示技術，在提升屏幕透光率的同時亦降低顯示屏的耗電量。
該產品未有配置3.5 mm耳機插孔，而其內置的揚聲器經AKG調校，支援高達32-bit／384kHz音頻及杜比全景聲。

### 容量
Galaxy Z Fold 3設有12 GB随机存取存储器，並備有256 GB或512 GB兩種內部存儲選項。該產品不具備microSD插槽，與Galaxy Z Fold 2相似。

### 電池
Galaxy Z Fold 3備有4400 mAh鋰離子聚合物電池（不可拆卸），較上代型號的4500 mAh略少，並採用雙電池模組設計。該產品支援透過USB-C進行高達25W的有線充電，或高達11W的無線充電，亦支援利用自身電量為其他裝置進行高達4.5W的反向充電。

### 鏡頭
Galaxy Z Fold 3採用三鏡頭模組設計的後置鏡頭，分別為1200萬像素的廣角鏡頭、1200萬像素的超廣角鏡頭，及1200萬像素的遠攝鏡頭。該產品亦分別於主、副屏幕分別配備400萬像素及1000萬像素鏡頭，當中前者採用屏下鏡頭設計，與小米MIX 4相似。

### S Pen支援性
Galaxy Z Fold 3支援S Pen，而廠方亦特意為該產品設計一款名為「S Pen Fold Edition」的觸控筆。值得一提的是，該產品只有主屏幕支援S Pen，而副屏幕則未有支援。

### 軟件
該產品預載基於Android 11的One UI 3.5，並附設三星Knox以提升裝置安全性，目前可透過官方更新至Android 14的One UI 6.1，且可使用Galaxy AI之功能（但因處理器的限制，僅能使用搜尋圈功能）。為配合用戶的日常操作需要，廠方與多間第三方應用程式公司合作，就不同應用程式在可摺叠式手機上的操作體驗進行了優化，而用戶亦可透過設定內的「Samsung Labs」，自由調整不同應用程式（包括未適配可摺叠式手機設計的應用程式）的大小與位置。系統自帶的虛擬鍵盤亦遷就屏幕的可摺叠式設計而在顯示屏上「一分為二」，與其他可摺叠式手機看齊。在裝置安全性上，廠方於該產品加入新功能，當用戶解鎖裝置的bootloader後，將會導致相機功能被禁用，用戶日後亦無法使用相機或人臉識別等需要使用相機的功能。

## 反應與評價
《Tom's Guide》認為該產品是「迄今最佳的折叠手機」（best foldable phone yet），在裝置耐用性及多任务处理表現上均有所改進。該網站同時指出，縱使該產品支援S Pen（需另行購買），用戶仍需自行購買保護套以收納S Pen；而在攝影方面，縱然後置相機的攝影效果不俗，但屏下鏡頭的攝影效果平平，不建議用作日常自拍之用。縱然該產品的價格相對於上代便宜，但該網站認為價格上仍頗為高昂。《What Hi-Fi?》對相機方面有類似的看法，並同時欣賞內置揚聲器的在播放音頻時的表現，認為音色清晰且自然。
另一網站《T3》則欣賞該產品的整體設計、應用程式對於主屏幕操作體驗的適配與S Pen之支援，認為廠方在該產品上修正了Galaxy Z Fold 2的一些問題，但指出該機的機身之大或未必能夠裝進口袋裡，而相機設計亦欠奉驚喜。
臺灣網站《手機王》亦對該產品進行效能與電池續航力的測試，指出該產品的效能表現不及其他採用高通驍龍888芯片的手機型號（尤其以圖像效能為甚），而負載壓力測試的表現亦欠佳，但其在人工智能（AI）方面的表現則不俗。在屏幕耗電方面，縱然廠方採用「Eco²OLED」技術以降低屏幕耗電量，但主屏幕的續航力卻不及副屏幕。

## 外部連結
- 官方网站